# محمود مدبری کرمانی
محمود مدبّری (۱۵ شهریور ۱۳۳۵ – ۲۲ فروردین ۱۴۰۳) استاد دانشگاه، پژوهش‌گر ادبیات، مصحح و شاهنامه‌شناس ایرانی بود.

## زندگی‌نامه
دکتر محمود مدبّری در پانزدهم شهریور سال ۱۳۳۵ در تهران به دنیا آمد. مدبّری دارای دکتری رشته زبان و ادبیات فارسی گرایش ادب حماسی، فرهنگ نویسی، تصحیح متون و تاریخ ادبیات از دانشگاه تهران در سال ۱۳۷۵ می‌باشد. وی هم‌اکنون عضو هیئت علمی و استاد تمام دانشگاه شهید باهنر کرمان و عضو گروه علوم انسانی، رشتهٔ زبان و ادبیات فارسی و ادب حماسی، فرهنگ نویسی و تصحیح متون نظم و نثر فارسی است.
محمود مدبّری در خانواده‌ای متوسّط به دنیا آمد. تحصیلات رسمی ایشان به ترتیب زیر است: الف) دیپلم ریاضی از دبیرستان ادیب در سال ۱۳۵۳–۱۳۵۴ ب) کارشناسی زبان و ادبیات فارسی دانشگاه ملی ایران از سال ۱۳۵۴–۱۳۵۷ ج) کارشناسی ارشد زبان و ادبیات فارسی از دانشگاه علامه طباطبایی از سال ۱۳۶۴–۱۳۵۷ د) دکتری زبان و ادبیات فارسی از دانشگاه تهران از سال۱۳۷۵–۱۳۷۰ ازمهم‌ترین وقایع رخداده در دوران تحصیل محمود مدبری در دانشگاه، وقوع انقلاب اسلامی در سال ۱۳۵۷ می‌باشد که وی از آن دوران خاطراتی به یاد دارد.
فعّالیّت‌های محمود مدبری در دوران تحصیل به شرح زیر است: الف) از سال ۱۳۶۴–۱۳۵۶ در سازمان لغتنامه دهخدا مشغول به کار پژوهشی بودند. ب) در طی سال‌های ۱۳۶۲–۱۳۶۴ به صورت حقّ التّدریس با دانشگاه‌های شهید بهشتی و دانشکده صدا و سیما در تهران همکاری داشتند. ج) از سال ۱۳۵۷–۱۳۵۶ در بنیاد فرهنگ ایران به کارهای پژوهشی مشغول بودند.
سید جعفر شهیدی، سید محمد دبیر سیاقی، سید صادق گوهرین، حسین کریمان، دکتر فرزام پور، غلامعلی رعدی آذرخشی، علی فاضل، شفیعی کدکنی، مهدی محقق، سید حسن سادات ناصری، آذرتاش آذرنوش، فیروز حریرچی، تقی پورنامداریان، سیروس شمیسا، پرویز ناتل خانلری، دکتر جعفر شعار و دکتر محسن ابولقاسمی از استادان محمود مدبری هستند.
محمود مدبّری در کنار تدریس، به مطالعه، تحقیق، تألیف کتاب، مقاله و هم چنین شرکت در سمینارها و کنفرانس‌ها می‌پردازد.
گرایش محمود مدبّری بییشتر در زمینه‌های ادبیات حماسی و شاهنامه، تصحیح متون ادبی فارسی، فرهنگ نویسی فارسی، تاریخ ادبیات ایران، سبک‌شناسی و ترجمه و تفسیر قرآن می‌باشد.

## برخی از آثار (تصحیح و تألیف)
- دیوان عماد فقیه کرمانی
- ترجمه قرآن ماهان[۶]
- حملهٔ حیدری
- رباعیّات عبدالرّحمان جامی[۷]
- سرمهٔ سلیمانی[۸]
- شاعران بی‌دیوان، شرح‌ احوال و اشعار شاعران بی‌دیوان در قرن‌های‭ ۵ /۴ /۳ ‬هجری قمری
- غازان نامهٔ منظوم[۹]
- فرهنگ لغات نثرهای فنّی و مصنوع[۱۰]
- ترجمهٔ قرآن ماهان[۱۱]
- تراجم الاعاجم[۱۲]
- ترجمهٔ قرآن ماهان[۱۱]
- تصحیح دیوان نجیب الدین جرباذقانی (گلپایگانی)

## مشاغل و سمت‌های مورد تصدّی
- رئیس دانشکدهٔ ادبیّات و علوم انسانی دانشگاه شهید باهنر کرمان از سال ۱۳۷۶–۱۳۷۹
- معاون پژوهشی دانشکده ادبیّات کرمان از سال ۱۳۷۶–۱۳۷۳
- مدیر گروه زبان و ادبیّات فارسی در طی سال‌های ۱۳۶۶–۱۳۶۸ و ۱۳۶۹–۱۳۷۰ و ۱۳۷۴–۱۳۷۶
- دبیر کمیته تخصّصی علوم انسانی هیئت ممیزه دانشگاه‌های جنوب شرقی از سال ۱۳۸۰–۱۳۸۳ و از سال ۱۳۸۵ تا کنون.
- عضو هیئت ممیزه دانشگاه‌های جنوب شرق از سال ۱۳۸۱–۱۳۸۳
- یک دوره مأموریّت دوساله تدریس در کشور اوکراین از سال ۱۳۸۳–۱۳۸۵
- عضو گروه علمی انجمن آثار و مفاخر فرهنگی کرمان از سال ۱۳۸۳ تا کنون
- عضو هیئت تحریریه نشریه علمی ـ پژوهشی دانشکده ادبیّات دانشگاه کرمان از آغاز تا کنون.
- عضو هیئت تحریریه نشریّات فرهنگ و ادب، فرهنگ و مطالعات ایرانی و پژوهشگران فرهنگ در کرمان.
- عضو شورای انتشارات دانشگاه از سال ۱۳۶۶ تا کنون.
- رئیس دانشکدهٔ ادبیّات و علوم انسانی دانشگاه شهید باهنر کرمان از اردیبهشت ۹۴ تا (ادامه دارد)[۱۳]

## فعالیّت‌های آموزشی
تدریس در دانشگاه‌های باهنر کرمان، آزاد اسلامی کرمان و جیرفت، پیام نور کرمان، پیام نور رفسنجان، پیام نور بم و بافت، دانشگاه شهید بهشتی و دانشگاه صدا و سیما. دکتر مدبّری از سال ۱۳۷۳ تدریس در مقطع کارشناسی ارشد و از سال ۱۳۸۱ تدریس در مقطع دکتری زبان و ادبیّات فارسی را شروع کرده‌است.

## جوایز و نشان‌ها
- دریافت جایزه حامیان نسخ در سال ۱۳۸۴[۱۴]
- کتاب سال استان کرمان سه بار در سال‌های ۱۳۷۷ و ۱۳۸۰ و ۱۳۸۱
- پژوهشگر نمونهٔ دانشگاه در سال۱۳۷۹، ۷۸و ۸۲
- پژوهشگر نمونهٔ استان کرمان دو بار در سال ۱۳۷۸ و ۱۳۷۹
- استاد نمونه دانشگاه‌های کشور در سال ۱۳۸۳[۱۵]
- پژوهشگر نمونه استان کرمان1377[۱۶]
- کتاب سال ۱۳۷۷ کرمان[۱۷]
- کتاب سال ۱۳۷۹کرمان[۱۸]
- کتاب سال ۱۳۸۷کرمان[۱۹]
- کتاب سال ۱۳۸۹کرمان[۲۰]
- تقدیر حامیان نسخ خطی 1390[۲۱]
- جایزه مهندس افضلی پور1388[۲۲]

## طرح‌های تحقیقاتی
- فرهنگ نویسندگان ایران تا قرن دهم هجری[۲۳]
- تصحیح و تحقیق ترجمه کهن قرآن ماهان[۲۴]
- تصحیح منظومه تاریخی دفتر دلگشای[۲۵]

## تعداد آثار و مقاله‌ها
محمود مدبّری دارای ۲۱ کتاب تألیفی و تصحیحی و ۷۰ مقاله (چاپ و منتشر شده) است.